# 김택용
김택용(金澤容, 1989년 11월 3일~ )은 대한민국의 전직 스타크래프트, 스타크래프트 II 프로게이머이다. 종족은 프로토스이며 'Bisu'라는 아이디를 쓴다.
2007년 곰TV MSL 시즌1 결승에 진출하여 마재윤을 3:0으로 꺾고 우승을 차지해 '기적의 혁명가(革命家)'라는 별명을 얻으며 스타덤에 올랐다. 2005년 데뷔 이래 MSL 3회 우승, 1회 준우승 등 역대 프로토스 중 최다 우승 기록과 최고 승률 등을 보유 중이며, 역대 최고의 프로토스 선수로 평가되고 있다.
'저그전의 달인'으로 역대 프로토스 프로게이머 중 가장 높은 대 저그전 승률을 보유하고 있다.
이영호, 이제동, 송병구와 더불어 소위 '택뱅리쌍'의 일원으로, 당대 최강의 프로게이머 4인 가운데 한 명으로 꼽혔다. 또한 프로토스 육룡 이라고 불리는 6인중 한명이다. 비룡이라고 불리며 나머지 5인은 괴룡 도재욱, 적룡 김구현, 뇌룡 윤용태, 공룡 송병구, 운룡 허영무이다.
2012년 2월 기준으로 한국e스포츠협회 KeSPA 랭킹 22위를 차지하고 있다. 2013년 9월 9일 은퇴를 선언했다.
은퇴 후 아프리카TV에서 Bisu김택용이라는 닉네임으로 스타크래프트 개인 방송을 하고 있다.

## 선수 이력

### 초창기 (2005~2006)

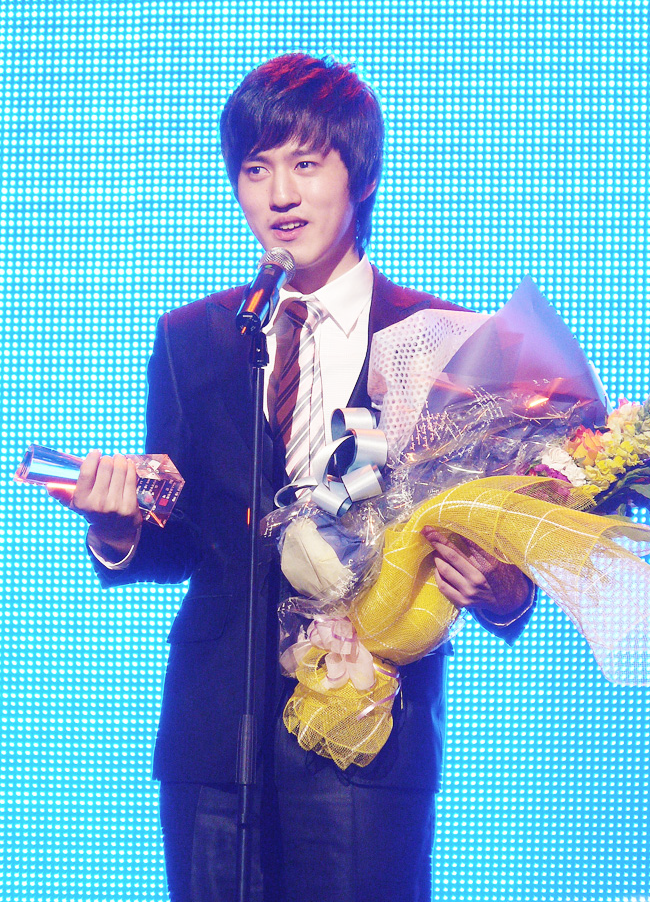
2006년 e스포츠 대상에서의 김택용

2005년 4월 커리지 매치 입상 이후 2005년 하반기 드래프트에서 POS(현 MBC게임 히어로)의 1차 지명으로 입단한 김택용 은 2006년 10월, 신한은행 스타리그 2006 Season 2를 통해서 메이저 개인리그에 정식 데뷔하였다.. 당시 24강 풀리그를 3전 전승으로 통과하며 오영종이후 가을의 전설을 이어갈 신예 프로토스로 주목받았으나, 16강에서 이병민(당시 KTF 매직엔스)에게 1대 2로 역전패하여 탈락하고 말았다.

### 3.3 혁명가 김택용 1.0 (2007)
김택용의 선수인생이 뒤바뀐 것은 그 다음 해인 2007년이었다. 그때 처음 출전한 곰TV MSL 시즌1 4강에서 프로토스 최강자 강민(당시 KTF 매직엔스)을 3:0으로 완파하며 결승에 오르는 이변을 연출한 김택용은 자신의 결승 상대로 당시 양대 스타리그 천하통일을 눈앞에 둔 마재윤(당시 CJ 엔투스 소속, 현재는 영구제명됨)을 만났다.
전무후무한 위업인 MSL 5연속 결승 진출 및 해당 시즌 양대 개인리그 동시 결승 진출 후 스타리그 우승을 달성한 마재윤을 상대로 김택용이 이길 확률은 '2.69%'로 책정되었는데, 무엇보다 '프로토스의 재앙'이라고 불릴 정도로 저그 대 프로토스전에 능한 마재윤이었기에 모든 e스포츠 팬들과 관계자들이 그의 절대적인 우세를 점쳤다.
2007년 3월 3일, 후에 '3.3 혁명'이라고 불리게 되는 결승전 당일, 김택용은 기존의 프로토스 대 저그전 개념 자체를 송두리째 뒤흔드는 운영을 펼치면서 마재윤을 3:0으로 제압하면서 우승을 차지하였고, e스포츠 역사상 최대의 이변을 연출하였다. 당시 경기 내용과 결과는 현재까지 회자 될 정도로 꽤나 충격적이었으며 대다수의 예상과 확률을 뛰어넘은 김택용에겐 '기적의 혁명가'라는 별명이 뒤따르게 된다.
당시 만 17세의 나이에 개인리그 최연소 우승, 단숨에 최강자 마재윤을 능가하는 '본좌' 후보로 주목을 받게 된 김택용은 이후 자신이 반짝 우승자가 아니라는 것을 입증하는 행보를 보이며 본격적인 프로토스 시대를 열었다. 더블 넥서스를 기반으로 한 견제와 운영인 '비수류(匕首流)'라 불린 그의 대저그전 플레이는 많은 프로토스 유저들의 벤치마킹 대상이 되었는데, 그 날 이후로도 여전히 극강의 대프로토스전 실력을 과시하던 마재윤을 제5회 슈퍼파이트, 2007 블리자드 월드와이드 인비테이셔널 등의 대회에서 만날 때마다 격파, '마재윤 천적', '저그 킬러'등의 이미지를 공고히 구축했다.
곰TV MSL 시즌2 4강에서 박태민(당시 SK텔레콤 T1)을 꺾고 다시 한번 저그를 넘어 2회 연속 MSL 결승에 오른 김택용은 후일 '택뱅'으로 같이 묶여 불릴 라이벌 송병구(삼성전자 칸)를 결승 상대로 만났는데, 전문가들은 당시 양대 개인리그 4강 진출을 달성한 프로리그 최고의 선수이자 프로토스전 실력에서 단연 우위로 꼽히는 송병구의 절대 우세를 예상했다.
그리고 2007년 7월 14일, MSL 역사상 첫 프로토스 대 프로토스 결승이 펼쳐진 곰TV MSL 시즌2 결승전에서 김택용은 치열한 3:2 접전 끝에 송병구를 꺾고 MSL 2회 연속 우승을 차지하였다. 이 승리로 김택용은 프로토스 사상 첫 개인리그 2회 연속 우승자이자 개인리그 역사상 최연소 2회 우승자로 등극하였다.
8월에 열린 국제 대회인 IEF 2007 스타크래프트 부문 결승에서 마재윤을 상대로 또 다시 압승을 거둔 김택용은 2007년에만 무려 4개의 개인전 우승 트로피를 획득하였다. 당시까지만 해도 프로리그 성적이 명성에 비해 평이하다는 지적을 받았으나, 개인리그에서 수많은 명승부들을 제조하면서 실력에 대한 의문을 불식시켰다.
마침내 김택용은 2007년 9월 KeSPA 랭킹에서 마재윤을 밀어내고 역대 프로토스 사상 최초로 KeSPA 랭킹 1위에 오르는 기염을 토했다. 9월 13일에 개막한 곰TV MSL 시즌3에서 3회 연속 우승을 천명한 김택용은 EVER 스타리그 2007 개막전에서 디펜딩 챔피언 김준영(당시 한빛 스타즈)을 압도하여 '진정한 저그의 재앙'이라는 평가를 듣기 시작했다.
MSL에서 김택용의 첫 위기는 16강부터 찾아왔는데, 진영수(당시 STX SouL, 현재는 영구제명됨)에게 1패를 당한 김택용은 그 해 최고의 프로토스 대 테란전을 선보이며 역전승, 이후 8강에서 CJ 엔투스 저그 한상봉을 3:0으로 완파하며 저그전 5전3선승제 연승을 이어나갔다.
11월 10일, 서지훈(당시 CJ 엔투스)을 꺾고 MSL 3회 연속 결승 진출에 성공한 김택용은 프로토스 최초의 3연속 MSL 결승 진출 기록을 세우며 본좌 등극을 눈앞에 두는 듯 했다. 결승 상대로 신예 테란 박성균(위메이드 폭스)을 만난 김택용은 대다수 전문가와 프로게이머들에게 절대 우세라는 평가를 들으며 결승에 입성했다.
2007년 11월 17일, 김택용은 곰TV MSL 시즌3 결승전에서 박성균에게 고전 끝에 1:3 패배를 당하며 첫 준우승의 고배를 마셨다. 예상치 못한 완패에 심적으로 크게 흔들린 김택용은 이후 EVER 스타리그 2007 8강에서 마재윤에게 선승을 허용하며 주변의 우려를 샀다. 그러나 2007년 최고의 명경기를 펼치며 기적적으로 대역전, 생애 첫 스타리그 4강에 올랐으나, 준결승에서 라이벌 송병구에게 허무하게 패퇴하고 3/4위전에서 신희승(당시 이스트로)을 꺾으며 3위를 차지하는데에 만족해야 했다.

### SK텔레콤 T1 이적과 반년간의 침체 (2008 상반기)
'저그의 악몽'이라 불리던 김택용의 대 저그전이 공식전에서 처음 파훼된 것은 2008년 1월 8일이었다. 전 시즌 준우승자 신분으로 참가한 곰TV MSL 시즌4에서 후일 저그 라이벌로 자리 잡게 될 EVER 스타리그 2007 우승자 이제동(당시 르까프 OZ)을 자신의 상대로 지명한 김택용은, 블루스톰 맵에서 희대의 명승부 끝에 불운하게 석패하였다. 명경기의 피해자가 된 김택용은 다음 경기에서 초보적인 실수를 저지르며 패배, 생애 첫 32강 탈락이라는 대이변을 연출했다.
저그전 신화가 깨진 김택용이었으나, 2008년 2월 KeSPA 랭킹 1위를 차지하는 등 여전히 최고의 프로토스였고, 이로 인해 명가 SK텔레콤 T1은 이후 가장 성공적인 이적 사례로 꼽힐 트레이드를 결심하였다.
2008년 2월 18일, 김택용은 e스포츠 역대 사상 최고 이적액인 현금 2억원에 MBC게임서 SK텔레콤 T1으로 현금 트레이드 되었다. 박용운과 같이 T1으로 떠나게 된 김택용은 당시 히어로 센터에서 열린 MBC게임 히어로의 선수 및 임직원들이 참석한 고별행사에서 장근복 구단주에게 그동안 활약한 공로를 인정받아 감사패를 전달받았다.
김택용은 이적 직후인 2008년 2월 29일, 박카스 스타리그 2008 8강에서 박영민(CJ 엔투스)을 꺾으며 2연속 스타리그 4강 진출을 달성하였다. 스타리그 준결승에서 후일 최고의 테란이 될 이영호(당시 KTF 매직엔스)를 만난 김택용은 안티캐리어 빌드라는 이영호의 전략에 맞서 집요한 리콜을 시도하며 명승부를 펼쳤으나 1:3으로 패하며 분루를 삼켰다.
이후 김택용은 이적생으로서 새로운 팀의 환경에 적응하는데 힘겨움을 느꼈는데, 그로 인한 경기력 저하는 2008년 4월 12일 신한은행 프로리그 2008이 개막하면서 수면으로 드러났다. 팀의 확실한 개인전 카드로 기대를 모았던 김택용은 예상 외로 들쑥날쑥한 성적을 보이며 부진하기 시작했고, 설상가상으로 5월에는 오른쪽 손목 통증을 호소하며 병원서 정밀 진단을 받는 등 코칭스태프와 팀 관계자들의 애를 태웠다.
기대를 모았던 개인리그에서도 EVER 스타리그 2008과 아레나 MSL에서 동시에 상위 라운드 진출에 실패하며 탈락, 스타리그 16강, MSL 32강이라는 초라한 성적표만 남긴 김택용의 부진 원인은 급격한 체력 저하로 인한 집중력 저하와 기존의 경기 스타일 고수로 판명되었는데, 이후 지칠대로 지친 김택용은 프로리그에서의 형편없는 승률 탓에 한동안 특별 관리를 받으며 경기에 출전하지도 못하는 처지로 전락하였다.
이윽고 2008년 7월 27일, 하이트 스파키즈(이후 CJ 엔투스에 흡수 합병)와의 프로리그 포스트시즌 플레이오프에 출전한 김택용은 이승훈에게 저격을 당한 뒤 3:3 상황에서 에이스 결정전에 출전, 박찬수에게 통한의 패배를 당하며 그와 함께 팀의 결승행 역시 물거품이 되었다. 기존의 부진한 성적과 더불어 이 하루 2패로 인해 일부 SK텔레콤 T1 팬들에게 '역적', '먹튀'로 몰린 김택용은 팀 내의 애물단지가 되어버려 완전히 몰락하는 듯 하였다.

### 김택용 2.0 (2008 하반기)
반년 가까이 침체에 빠졌던 김택용은 2008년 10월 인크루트 스타리그 8강에 올라 라이벌 송병구와의 대진을 만들었다.
10월 10일의 8강 2차전, 송병구를 상대로 유리했던 분위기를 살리지 못하고 결국 1:2로 무릎을 꿇은 이 치열한 혈전은 비록 결과적으로는 탈락했으나, 김택용에게는 도약의 계기가 되는 경기였다. 후일 김택용은 이 경기에서 깨달음을 얻은 이후 실력과 승률이 비약적으로 상승하였다고 회고하였다.
스타리그 8강전이 끝난 바로 다음 날인 10월 11일, 김택용은 클럽데이 온라인 MSL 2008 32강에서 프로토스만 두명을 꺾어내며 3시즌 만에 MSL 16강에 복귀에 성공하였다.
16강 상대로 진영수를 만난 김택용은 수두에 걸려 마스크를 착용하는 등 아픈 몸을 이끌고 출전, 투혼을 불사른 완승으로 8강 진출에 성공하였다. 이후 8강에서 이성은(삼성전자 칸)을 3:0, 4강에서 윤용태(웅진 스타즈)를 3:1로 일축, 전성기 이상의 기량을 장착한 '김택용 2.0'으로 돌아왔다는 평가 속에 자신의 통산 네 번째 MSL 결승 진출을 달성하였다.
김택용의 MSL 결승 상대는 최고의 기세를 달리던 허영무(삼성전자 칸)였는데, 백중세 속에서 전문가들은 허영무의 근소한 우세를 점쳤다.
2008년 11월 22일, 김택용은 클럽데이 온라인 MSL 결승전에서 허영무에게 선승을 내준 후 내리 3연승, 3:1 쾌승을 거두며 자신의 세 번째 MSL 우승을 달성하였다. 이를 통해 김택용은 프로토스 최초 개인리그 3회 우승자 및 역대 네 번째 금배지(MSL 3회 우승의 상징) 획득자가 되었다.
이 맘 때 김택용은 인크루트 스타리그 우승자 송병구와 함께 양대 개인리그를 제패한 프로토스로서 2007년에 이은 제 2의 '택뱅 시대'를 열었다는 평을 들었는데, 12월 7일 중국 우한에서 열린 IEF 2008 스타크래프트 부문 결승에서 송병구를 2:1로 꺾으며 2007년에 이어 2연속 우승을 달성, 절정에 달한 기량을 선보였다.
양대 개인리그 우승자간의 대결에서 승리한 김택용은, 신한은행 프로리그 08-09 개막 후 5연승을 달리는 등 데뷔 이후 최고의 프로리그 활약을 선보이며 팀의 연승행진을 견인하는 와중 파란만장했던 한 해를 마쳤다.

### 프로리그 최강자의 개인리그 잔혹사 시즌1 (2009)
KeSPA 랭킹 3위, MSL 디펜딩 챔피언으로 시작한 김택용의 2009년은, 프로리그를 비롯해 전체적으로 압도적인 고승률과 그에 비해 주요 개인리그에서의 상대적인 부진을 겪은 것으로 기억되었다.
예년의 기세에 힘입어 프로리그와 이벤트전인 TG삼보-인텔 클래식 시즌2 등에서 맹활약하던 김택용의 개인리그 악령은 1월 BATOO 스타리그 36강 탈락부터 따라붙었다. 이후 로스트사가 MSL 32강에서도 순간적인 컨디션 난조로 조기 탈락하는 이변에 고개를 떨궜다.
그러나 이는 김택용의 전체적인 기세를 꺾진 못 하였고, 손찬웅(화승 OZ)의 부상으로 인해 열린 BATOO 스타리그 와일드카드 결정전을 전승으로 돌파하며 16강에 막차로 합류, 2009년 2월차 KeSPA 랭킹에서 1위를 차지하며 1년 만에 고지를 탈환하였다.
이후 김택용은 2월 8일 TG삼보-인텔 클래식 시즌2 결승에서 허영무를 3:1로 격파하며 우승, 프로토스 첫 공인리그 4회 우승을 달성하였다. 한편 신한은행 위너스리그 08-09에서는 올킬 2회가 포함된 최다승(20승)을 기록하는 등 팀의 에이스로 자리매김, 자신 외에 이영호, 이제동과 송병구로 이뤄진 4인의 최강자를 지칭하는 소위 '택뱅리쌍'의 핵으로 급부상하였다.
최고의 기세를 보이던 김택용은 스타리그 결승행이 유력시 되었으나, BATOO 스타리그 4강에서 팀 동료 정명훈에게 0:3 완패를 당하며 EVER 스타리그 2007 준결승, 박카스 스타리그 2008 준결승에 이어 다시 한번 결승 문턱에서 좌절하였다.
6월에 열린 박카스 스타리그 2009 본선에서는 김명운(웅진 스타즈)의 기상천외한 전략에 당해 16강에 그쳤고, 아발론 MSL에서도 유력한 우승후보로 주목받았으나 8강에서 변형태(당시 CJ 엔투스)와의 혈전 끝에 석패하였다.
개인리그와 달리 프로리그에서 김택용의 기세는 식을 줄 몰랐고, 정규시즌 53승(14패, 승률 79.1%)을 기록하며 54승으로 공동 다승왕인 이영호와 이제동에 1승 뒤지는 다승 3위를 기록, 팀의 정규시즌 1위와 프로리그 통산 여섯 번째 우승을 이끈 일등공신으로 평가받으며 신한은행 프로리그 08-09 MVP(공동)로 선정되었다.
8월에 열린 WCG 2009 국가대표 선발전에서는 윤용태, 이영호, 박찬수 그리고 결승에서 만난 송병구까지 차례로 격파하고 우승을 차지, 생애 첫 WCG 국가대표 선수가 되었다.
프로리그 절호조의 기세를 타고 10월 14일 EVER 스타리그 2009 36강에 출전한 김택용은 신예 이영한(위메이드 폭스)에게 덜미를 잡히며 16강 진출에 실패, 스타리그와의 질긴 악연을 이어갔다.
이후 중국 청두에서 열린 WCG 2009 그랜드 파이널에서 동메달을 획득하고 돌아온 김택용은 12월 3일 네이트 MSL 32강에서 마재윤을 잡아내는 등 최종전까지 갔으나 이신형의 올인 전략에 당해 탈락하며 개인리그에서 유독 따르지 않는 운에 다시 한번 울고 말았다.
12월 9일, 2009 대한민국 e스포츠 대상에서 올해의 프로토스로 선정되며 영욕의 한 해를 마감하였다.

### 잃어버린 1년 (2010)
2009년 11월에 개막한 신한은행 프로리그 09-10에서 초반까지만 해도 좋은 성적을 거둔 김택용이었으나, 2010년으로 해가 바뀌고 위너스리그가 개막하자마자 경기력이 엄청난 속도로 급격하게 떨어지기 시작하였다.
신한은행 위너스리그 09-10에서 3승 7패라는 MSL우승자 답지 않은 결과에 고개를 떨군 김택용은 총체적인 기량 난조에 빠졌고, 개인리그인 대한항공 스타리그 시즌1 36강과 하나대투증권 MSL 32강에서 무기력한 모습을 보여주며 탈락하였다.
그 후로 프로리그에서 그 전까지 본인의 최다 연패 기록인 4연패를 넘는 6연패라는 최악의 성적을 기록하는 등, 6월 21일 신한은행 프로리그 09-10 5R 5주차 에이스 결정전에서 신노열(위메이드 폭스)을 꺾은 것이 2개월 만의 프로리그 1승일 정도로 부진하였다.
이 무렵 김택용은 어쩌다가 한번씩 과거의 기량이 발휘되는 경기가 있을 때마다 팬들에게 '택신'(澤神)이라고 불렸는데, 대한항공 스타리그 시즌2에서 화려한 경기력으로 3시즌 만에 스타리그 16강 진출에 성공, 빅파일 MSL 32강에서도 3저그 조를 2연승으로 뚫으며 3시즌만에 MSL 16강 무대에 복귀하였다. 특히 현역 선수로서 최다인 11회 연속 MSL 진출(현재 최장기 연속진출 기록은 김택용의 14회 연속)이라는 대기록을 세우며 연초부터 계속된 슬럼프를 얼추 걷어내는 듯 하였다.
개인리그에서 끌어올린 분위기를 통해 7월 6일 신한은행 프로리그 09-10 5R 6주차에서 화승 OZ의 이제동을 상대로 23승을 거둠과 함께 팀의 포스트시즌 진출을 확정지었으나, 전 시즌(53승)의 절반도 안되는 프로리그 승수로 팀내 3위의 성적표를 받아들였다.
이후 프로리그 포스트시즌에서 연승을 이어나가며 6강 플레이오프와 준플레이오프 MVP를 독식하며 SK텔레콤을 광안리 결승전까지 올려놓는데 일조, 부활에 근접했다는 평이 돌 정도의 기량을 보여주었다.
이 여름의 활약을 기반으로 2009년 11월 2위 이후로 2010년 7월 26위까지 지속적으로 하락했던 KeSPA 랭킹도 8월에만 14계단을 뛰어오르며 12위에 등재되었다. 그러나 8월 7일 광안리에서 열린 09-10 프로리그 결승전에서 팀과 함께 패하며 화룡점정을 찍지 못 하였고, 양대 개인리그에서도 테란에 발목을 잡히며 8강 진출이 좌절되고 말았다.
8월에 열린 WCG 2010 한국대표선발전에서는 8강, 10월에 참가한 IEF 2010에서는 송병구를 2:1로 꺾고 2007년, 2008년에 이은 3번째 우승을 차지하였다.
점점 살아나기 시작한 김택용은 10월 신한은행 프로리그 10-11이 개막하자 프로리그 1라운드에서 10전 전승을 거두며 단일 라운드 승수 신기록을 세웠다. 그러나 11월 박카스 스타리그 2010 36강에서 이영한에게 0:2 패배, 다시 한번 개인리그에서 고배를 마셨다.

### 프로리그 최강자의 개인리그 잔혹사 시즌2 (2011~2012년 4월)
김택용은 2011년 1월 개막한 신한은행 위너스리그 10-11에서 STX SouL, 위메이드 폭스 그리고 공군 에이스를 상대로 사상 유례없는 3경기 연속 올킬이라는 대기록에 힘입어 위너스리그 15연승을 달성, 프로리그 정규 시즌 개인전 최다연승 신기록을 수립하였다. 28승으로 역대 위너스리그 한 시즌 최다승 기록을 세운 김택용은 위너스리그 포스트시즌에서도 맹활약을 멈추지 않았다. 4월 2일 위너스리그 플레이오프 7세트에 대장으로 출전한 김택용은 화승 대장 이제동을 꺾고 팀을 결승으로 견인하며 플레이오프 MVP로 선정되었다.
2011년 4월 9일, 디펜딩 챔피언 KT 롤스터와의 위너스리그 결승전 5세트에 마무리로 기용된 김택용은 KT 대장 이영호를 저지하며 창단 이후 첫 위너스리그 우승이라는 영예를 팀에 안겼다. 이 승리로 김택용은 프로리그 포스트시즌 다승 단독 1위(15승)로 올라서는 영광을 누렸다.
이후 김택용은 전 시즌 이영호가 세웠던 단일 정규시즌 최다승(57승) 기록을 경신하는 63승(15패, 승률 80.8%)을 기록하며 팀을 프로리그 정규시즌 1위로 이끌었다. 이어진 KeSPA 시상식에서 김택용은 신한은행 프로리그 10-11 정규시즌 다승왕과 MVP를 모두 거머쥐는 영예를 안았다.
이러한 프로리그에서의 면모와는 달리, 같은 기간의 개인리그에서는 실적을 남기지 못했다.
1월 피디팝 MSL 2010 16강에서 라이벌 송병구에게 0:2으로 패해 탈락한 것을 시작으로, 4월 ABC마트 MSL 2011 32강에서 이영호에게만 두번 패하며 16강 진출에 실패했다. 김택용은 조기 탈락의 원인 중 하나로 팀의 연습시간 배분을 지적했는데, 인터뷰에서 "팀에서는 너무 프로리그만 생각을 하니까 선수 입장에서는 섭섭하다. 프로리그에서 지면 팀이 타격을 입듯이 선수도 개인리그에서 탈락하면 타격이 큰데 그걸 잘 몰라주는 것 같다."라며 쓴소리를 남겼다.
이후 6월 17일 스타리그 프로-암 예선 K조 4강에서 신대근(STX SouL)에게 1:2로 석패, 2007년 곰TV MSL 시즌1 우승 이후 처음으로 개인리그 예선 탈락의 쓴 잔을 마셨다. 이로 인해 김택용의 스타리그 11회 연속 본선 진출 기록은 종료되었다.
2011년 10월 9일, 김택용은 IEF 2011에서 송병구를 3:2로 꺾고 2007, 2008, 2010년에 이은 4번째 우승을 하게 된다.
2011년 말에 개막한 SK플래닛 스타크래프트 프로리그 시즌1에서 1라운드 전 경기에 출전했으나 4승 3패로 전 시즌 다승왕 다운 성적을 보여주지 못했으나 2라운드에 들어서서는 5승 2패, 3라운드에서 2승 2패를 하여 도합 11승 7패를 기록하였다.
또한 '2011년 올해의 프로토스'부문에서 허영무와 함께 2파전을 벌여 논란이 일기도 했는데 시상식 당일, 김택용이 올해의 프로토스상을 수상했다.
6개월만에 다시 열린 2012년 3월 31일에 2012 스타리그 예선에서 결승까지 진출하였으나, 상대전적에서 압도적으로 우세하던 신노열에게 1:2로 패배해 또다시 스타리그 본선 진출에 실패하였다.
하지만 2012년 4월 8일에 열린 SK플래닛 프로리그 시즌1 결승전에서 하루 2승을 챙기며 팀의 목마른 우승을 거머쥐게 되는데 큰 역할을 하며 2011년에 이어서 2년 연속으로 프로리그 최강자로 다시금 설 수 있었다.

### 스타크래프트Ⅱ에서의 부진, 끝나지 않은 스타리그와의 악연
김택용은 새로 개막한 SK플래닛 프로리그 시즌2에서 스타크래프트: 브루드 워, 스타크래프트 Ⅱ를 병행해서 출전했다. 스타크래프트 브루드워 실력은 여전히 건재하지만, 스타Ⅱ에서는 스타크래프트 브루드워에서의 실력을 내지 못했다. 2012년 8월까지 택뱅리쌍 일원 중에서 김택용만 유일하게 스타Ⅱ에서의 승리를 하지 못했다. (0승 6패) 더군다나 2012년 봄까지만 해도 스타Ⅱ를 완전히 이해하지 못한듯한 플레이를 보이고 있었지만, 김택용은 2012년 여름이 되어서 스타Ⅱ를 서서히 실력을 쌓고 있었다. 기존의 스타크래프트 브루드워 스타리그가 스타크래프트 Ⅱ로 종목 전환한 뒤에 열린 첫 예선에 참가했으나, 스타Ⅱ의 부족한 실력을 여실히 들어내면서 1:2로 신예선수에게 지며 예선탈락하였다. 또한 GSL 선수들과 맞붙은 WCS 예선에서 프나틱의 장재호를 만나 무기력하게 0:2로 패배하여 탈락하였고, WCG 2012 예선에서도 백동준에게 0:2로 패배해 스타Ⅱ 종목으로 열린 경기에서 모두 패배하였다. 김택용은 스타2리그 뿐만아니라 스타1리그에서도 2010년 여름부터 3년째 스타리그에 이름을 올리지 못했다. 2012년 8월 12일 마침내 염보성을 상대로 어렵게 프로리그 스타2 종목에서 처음으로 승리를 거두었다(1승 6패). 결국 부진을 극복하지 못한 채 2012년 8월 케스파 랭킹 22위로까지 떨어지고 말았다. 하지만 그 후 2012년 8월 18일 김정우 마저 김택용의 스타2 승리 제물이 되었다. 엘리전까지 가는 혈전 끝에 스타Ⅱ에서 두각을 돋보이는 김정우를 격파하였고, 2012년 9월 2일 SK플래닛 스타 프로리그 시즌2 준플레이오프 2차전에서 다시 한번 염보성을 스타Ⅱ로 격파하면서 조금씩 기세를 올렸다.
포스트시즌 전적을 포함해 3승6패의 저조한 기록으로 시즌을 마무리했다. 2012년 9월 MLG vs Proleague 대회(이하MvP)가 열렸다. 김택용은 처음 방송된 경기에서 Huk에게 2:0 완패를 당했지만 이후 다른 선수들을 이기며 4연승을 하는데 성공했다. 이후에 전승을 하며 10승 2패라는 성적으로 협회소속 공동3위에 올랐다. 초반에 활약이 대단해서 스타2에서 김택용의 실력이 뛰어나는가 싶었으나, 리그가 진행될수록 점점 패가 늘어서 아직까지는 더 지켜봐야 될듯하다. 하지만 개인적인 사정으로 기권하여 기록은 무의미 해졌다. 대회를 기권하게 된 이후에 소양교육에서도 모습을 비추지 않고 SK텔레콤 T1과 연봉협상 재계약이 되지 않았다는 소문이 떠돌면서 각종 커뮤니티에서 은퇴설이 나돌았으나 SK가 모든 선수들과 재계약을 했다는 소식이 들리면서 김택용은 선수 생활을 이어나갈수 있었다.

### 은퇴 (2013년 9월)
군단의 심장으로 전환되면서, 김택용은 자유의 날개 시절보다는 그나마 나아진 경기력으로 인해 김택용의 활약을 기대하기도 했었다. 하지만 팀 후배 정윤종의 너무나 뛰어난 실력과 연맹에서 이적한 원이삭 등의 활약으로 김택용은 설 자리를 완전히 잃게 되었으며, 프로리그에 10전도 채 나오지 못했다. 12-13시즌이 끝나고, 게임에 완전히 흥미를 잃어 고심하던 끝에 김택용은 결국 2013년 9월 9일 프로게이머 은퇴를 발표했다.
이후 아프리카TV 개인 방송을 통해 스타크래프트: 브루드 워를 다시 시작하면서 BJ로 전업하게 되었다.

### BJ 활동
개인 방송을 하다가 BJ소닉이 개최하는 스타 대회에 참가하였고 2014년 3월 15일, 광운대학교 대강당에서 열린 제9차 픽스 소닉 스타리그 결승에 올라 조일장을 3:2로 꺾고 우승을 차지하였다. 공교롭게도 광운대 대강당은 김택용이 2008년 허영무를 꺾고 우승했던 그 장소이기도 하다. 이후 2015년 제11차 스베누 소닉 스타리그 시즌2에도 참가하여 결승까지 올랐으나 저그 조일장에게 0:3으로 완패하며 준우승을 거뒀다.
그러다가 2016년부터 아프리카TV가 개최하는 반트 대국민 스타리그에 참가해 저그 김정우에게 1:3으로 패배하며 준우승을 거뒀고, 이후 아프리카TV 스타리그로 명칭이 변경된 뒤 ASL 시즌2에 참가하였으나 8강에서 테란 염보성에게 0:3으로 완패하며 탈락하였다. 2017년 ASL 시즌3 4강에서는 저그 이영한에게 1:3으로 패배, ASL 시즌4 4강에서는 최강자로 군림하는 테란 이영호에게 1:3으로 패배하며 탈락하였고 이후 12월 입대하였다.
2019년 8월 제대 후에는 개인 방송에 복귀하였고, 2020년 ASL 시즌9에 참가하여 8강에 올랐으나 준프로 자격의 아마추어 출신 저그 박상현과의 맞대결에서 2:3으로 석패하며 탈락하였다. ASL 시즌10에서는 이영한에게 승리하였지만, 테란 신상문과 정영재에게 패배하며 24강 A조에서 조기 탈락하였다. 이듬해 ASL 시즌11에선 김정우에게 승리했으나, 저그 임홍규와 토스 장윤철에게 패배하며 16강에서 탈락했다.

## 주요 사건

### 3.3 혁명
2007년 3월 3일, 곰TV MSL 시즌1 결승에서 당시 최고의 저그였던 마재윤을 3:0으로 꺾고 우승한 사건을 지칭한다. 역대 e스포츠 결승전에서 3:0 스코어가 적지 않게 나왔지만, 이날의 경기가 특별했던 이유는 몇 가지 상황적인 배경이 존재했기 때문이었다.
당시 마재윤은 MSL 5회 연속 결승 진출, 3회 우승이라는 대기록을 보유하고 있었다. 또한 경기가 있기 1주일 전, 신한은행 스타리그 2006 시즌3 결승에서 이윤열(당시 팬택 EX)을 3:1로 완파하고 로열로더로 등극하는 등 최고의 기세뿜고 있었다. 이 시기 마재윤의 경기력은 종족상성, 맵 밸런스와 살인적인 스케줄을 모두 무시할 만큼 강력했으며, 팬들 및 전문가들로부터 "적수가 없다"는 평가를 받고 있었다. 그리고 마재윤이 우승했던 스타리그인 신한은행 스타리그 2006 시즌3에서는 당시 있었던 맵들이 거의 테란들이 좋다고 평가받는 맵들이었다. 특히 마재윤의 2006 시즌 프로토스전 성적은 21승 3패, 승률 87.5%에 달했다.
반면, 당시의 김택용은 MSL에 처음 진출한 신예 프로토스였으며, 준결승에서 강민(당시 KTF 매직엔스)을 3:0으로 꺾고도 "리그의 흥행을 망쳤다"는 비아냥을 들을 정도로 네임밸류가 낮았던 선수였다. 결승이 확정된 김택용은 아직 결승 상대가 확정되지 않은 상황에서 "마재윤 선수와 붙고 싶다"고 인터뷰를 하였으며, 경기 직전 출사표에서는 "3대0 되지 않게 연습 열심히 하시라", "마재윤도 저그 중 하나일 뿐이다" 라며 자신감을 드러냈다. 그러나 경기 전 대다수의 커뮤니티들은 마재윤의 우승을 기정사실화했고, 김택용의 사전 인터뷰는 '신인의 허세' 쯤으로 치부했다.
더구나 결승전을 코앞에 둔 김택용이 MBC게임 히어로의 푸켓 단체휴가에 참가했다는 소식이 알려지자, 많은 이들은 "우승은 이미 포기하고 놀러다닌다"는 등 조롱을 서슴지 않았다. 심지어 MBC게임이 제작한 결승전 광고조차 김택용의 승리 확률을 '2.69%'로 책정하는 등 모든 예상과 데이터는 마재윤의 손을 들어주고 있었다.
그러나 결승전 당일, 김택용은 모든 이의 예상을 뒤엎고 완벽한 저그전 운영을 통해 마재윤을 3:0으로 제압하며 당시 기준으로 역대 최연소 우승을 차지하였다.
'프로토스의 재앙'이자, '천재테란' 이윤열을 제압하고 스타리그의 정상까지 등극하여 그야말로 전무후무한 '본좌' 칭호를 공인받은 마재윤의 제국이 일주일 만에 프로토스에게 무너지는 모습은 많은 이들을 충격에 빠뜨렸고, 그만큼 기적적이며 혁명과도 같은 승리를 쟁취한 김택용에겐 기적의 혁명가라는 별명이 붙었다.
당시 세운 메이저 개인리그 최연소 결승 진출과 우승 기록은 후에 이영호가 박카스 스타리그 2008에서 새로이 작성하였는데, 김택용의 프로토스 최연소 우승 기록은 아직 깨지지 않았으며 프로토스 최연소 결승 진출 기록은 곰TV MSL 시즌4에서 김구현(STX SouL)이 경신하였다.

### 6.20 폭풍
2009년 6월 20일 공군 ACE 소속 '폭풍 저그' 홍진호가 프로리그에서 김택용에게 승리한 사건을 일컫는다.
당시 홍진호는 입대 이후 승리 없이 5패만을 기록 중이었던 반면 김택용은 49승을 쓸어담은 유력한 다승왕 후보였다. 홍진호는 바로 전 경기에서 김승현(웅진 스타즈)에게 좋지 못한 경기력을 보이며 패배했기 때문에 대부분의 팬들과 전문가들은 김택용의 낙승을 예상했다.
그러나 홍진호는 전성기 시절을 연상시키는 이른바 '폭풍'을 선보이며 끊임 없는 드랍을 통해 김택용의 주요 건물들을 파괴하며 승리를 거뒀다. 홍진호의 예상 밖의 승리에 수많은 스타크래프트 팬들이 놀라워하였다. 홍진호는 2시22분 경에 2개의 오버로드에 2개의 히드라를 실어 2.22cm드랍하여 케스파랭킹 2위, 프로리그 다승랭킹 2위인 김택용을 상대로 승리하였는데, 그 날 경기는 동시간대 시청률 1위에 오르는 기염을 토했고(지상파 포함), 당일 전국에는 장마전선의 영향으로 전국에 비가 내렸다. 당시 홍진호를 상징하는 숫자 2가 겹치는 시간 2시 20분부터 시작되어 29분에 끝났다고 알려져 이 시간대를 뜻하는 '황시'에서 착안하여 '황시대첩'이라고도 일컬어진다.
이 사건은 김택용이 이전에 공군 ACE 소속이었던 최인규와 임요환에게 하루 2패를 했었던 일화와 비교되어 회자되기도 한다.
이후 2010년 4월 11일 신한은행 09-10 4라운드 SK텔레콤 T1-공군전 3세트에서 홍진호를 꺾으며 설욕에 성공하였다.

### 김택용 입대
11월 20일 월요일, 김택용은 본인의 개인방송에서 입대 공지를 띄웠다. ASL 시즌4 배경음악으로 '김광석-이등병의 편지'를 사용하기도 했고, 8강 승자 인터뷰에서 직접 마지막일 수 있는 대회라고 언급하는 등 김택용은 군 입대에 대한 예고를 지속적으로 해왔다. 11월 20일 10시 39분 김택용은 개인 방송을 통해 입대사실을 전했다. 김택용은 입대 전 아프리카 티비 방송을 통해 이영호, 염보성, 철구와 함께 삭발식을 직접 생중계하고 시청자들에 대한 경례를 마지막으로 방송을 종료했다. 마지막 방송에서 김택용은 “부끄럽네요. 아 부끄럽다”라며 “그동안 사랑해주셔서 감사드리고 SK 이적할 때 눈물 났었는데 그 이후로 또 눈물이 날 것 같다. 마지막 가는 모습 다들 챙겨줘서 감사드린다”라며 팬들에게 감사 인사를 전했다. 이어 “전역일은 2019년 9월 4일이다. 돌아와서 새로운 모습으로 여러분을 만나겠다”라며 군 입대 각오를 전했다.김택용은 2017년 12월 5일 세종시에 위치한 백룡부대로 입대하여 2년여간의 군생활을 시작했고 지금은 제대하여
아프리카 에서bj로 활동하고 있다

## 주요 기록

### 통산 전적
|             | 경기 | 승-패   | 승률  |
| ----------- | ---- | ------- | ----- |
| 대 테란     | 192  | 121–71  | 63.0% |
| 대 저그     | 177  | 125–52  | 70.6% |
| 대 프로토스 | 158  | 101–57  | 63.9% |
| 총합        | 527  | 347–180 | 65.8% |

### 개인 기록
스타크래프트 : 메이저 개인리그 우승 3회, 준우승 1회

#### 스타크래프트
2005년 ~ 2006년
- 2005년 4월 제11회 커리지 매치 입상
- 2006년 주장원전 우승 (2:0 정영철)
- 2006년 4월 구단평가전 2006 신인왕전 4위
- 2006년 10월 신한은행 스타리그 2006 Season 2 16강( 2:1 이병민)

2007년
- 2007년 3월 곰TV MSL 시즌1 우승 (3:0 마재윤)
- 2007년 5월 2007 Blizzard Worldwide Invitational(WWI) 스타크래프트 부문 우승 (2:1)
- 2007년 6월 2007 다음 스타리그 8강 ( 0:2 이영호)
- 2007년 7월 곰TV MSL 시즌2 우승 (3:2 송병구)
- 2007년 8월 IEF(International E-Sports Festival) 2007 스타크래프트 부문 우승 (2:0)
- 2007년 8월 WCG(World Cyber Games) 2007 국가대표 선발전 스타크래프트 부문 16강
- 2007년 11월 곰TV MSL 시즌3 준우승 (1:3 박성균)
- 2007년 12월 EVER 스타리그 2007 3위 ( 0:3 송병구)

2008년
- 2008년 1월 곰TV MSL 시즌4 32강
- 2008년 2월 곰TV 스타 인비테이셔널 8강
- 2008년 2월 박카스 스타리그 2008 3위 ( 1:3 이영호)
- 2008년 5월 아레나 MSL 2008 32강
- 2008년 5월 EVER 스타리그 2008 16강
- 2008년 8월 WCG 2008 국가대표 선발전 스타크래프트 부문 16강
- 2008년 10월 인크루트 스타리그 2008 8강 ( 1:2 송병구)
- 2008년 11월 클럽데이 온라인 MSL 2008 우승 (3:1 허영무)
- 2008년 12월 IEF 2008 스타크래프트 부문 우승 (2:1 송병구)

2009년
- 2009년 1월 로스트사가 MSL 2009 32강
- 2009년 2월 곰TV TG삼보-인텔 클래식 시즌2 우승 (3:1 허영무)
- 2009년 3월 곰TV TG삼보-인텔 클래식 스페셜 매치 준우승 (2:3 이제동)
- 2009년 3월 BATOO 스타리그 08~09 4강 ( 0:3 정명훈)
- 2009년 7월 박카스 스타리그 2009 16강
- 2009년 8월 아발론 MSL 2009 8강 ( 2:3 변형태)
- 2009년 8월 WCG 2009 국가대표 선발전 스타크래프트 부문 우승 (2:0 송병구)
- 2009년 10월 EVER 스타리그 2009 36강 ( 1:2 이영한)
- 2009년 11월 WCG 2009 그랜드 파이널 스타크래프트 부문 3위 (동메달)
- 2009년 12월 NATE MSL 2009 32강

2010년 ~ 2012년
- 2010년 3월 대한항공 스타리그 2010 Season 1 36강 ( 1:2 김창희)
- 2010년 4월 하나대투증권 MSL 2010 32강
- 2010년 7월 빅파일 MSL 2010 16강 ( 0:2 염보성)
- 2010년 8월 대한항공 스타리그 2010 Season 2 16강
- 2010년 8월 WCG 2010 국가대표 선발전 스타크래프트 부문 8강 ( 0:2 김구현)
- 2010년 10월 IEF 2010 스타크래프트 부문 우승 (2:1 송병구)
- 2010년 11월 박카스 스타리그 2010 36강 ( 0:2 이영한)
- 2011년 1월 피디팝 MSL 2010 16강 ( 0:2 송병구)
- 2011년 4월 ABC마트 MSL 2011 32강
- 2011년 10월 IEF 2011 스타크래프트 부문 우승 (3:2 송병구)
- 2012년 9월 e스포츠 명예의 전당 헌액

2014년 ~ 2015년 (은퇴 이후)
- 2014년 3월 제9차 픽스 소닉 스타리그 우승 (3:2 조일장)
- 2014년 8월 스타즈파티 인 차이나 우승 (3:0 김명운)
- 2014년 11월 지스타 스타크래프트 스페셜매치 우승 (2:0 박지호)
- 2015년 2월 헝그리앱 스타즈 리그 위드 콩두 8강 (0:2 박성균)
- 2015년 8월 제11차 스베누 소닉 스타리그 시즌2 준우승 (0:3 조일장)

2016년 ~ 2020년 (아프리카TV 주최 대회)
- 2016년 1월 VANT 36.5 대국민 스타리그 준우승 (1:3 김정우)
- 2016년 12월 아프리카TV 스타리그 시즌2 8강 (0:3 염보성)
- 2017년 5월 아프리카TV 스타리그 시즌3 3위 (1:3 4강 이영한 / 3:1 3,4위전 김민철)
- 2017년 11월 아프리카TV 스타리그 시즌4 3위 (1:3 4강 이영호 / 3:1 3,4위전 임홍규)
- 2020년 4월 아프리카TV 스타리그 시즌9 8강 (2:3 박상현)
- 2020년 9월 아프리카TV 스타리그 시즌10 24강
- 2021년 5월 아프리카TV 스타리그 시즌11 16강

#### 스타크래프트 II
- 2012년 6월 MLG Starcraft II Invitational 초청 이벤트전 준우승 (0:2 이영호)

### 팀단위 리그
- 2006년 7월 SKY 프로리그 2006 전기리그 준우승 (MBC게임 히어로)
- 2007년 1월 SKY 프로리그 2006 후기리그 우승 (MBC게임 히어로)
- 2007년 2월 SKY 프로리그 2006 그랜드 파이널 우승 (MBC게임 히어로)
- 2007년 3월 제5회 CJ 슈퍼파이트 우승 (프로토스팀)
- 2009년 7월 신한은행 프로리그 08-09 정규시즌 MVP (이제동과 공동 수상)
- 2009년 8월 신한은행 프로리그 08-09 우승 (SK텔레콤 T1)
- 2009년 9월 신한은행 프로리그 08-09 올스타전 MVP
- 2010년 8월 신한은행 프로리그 09-10 준우승 (SK텔레콤 T1)
- 2011년 4월 신한은행 위너스리그 10-11 우승 (SK텔레콤 T1)
- 2011년 7월 신한은행 프로리그 10-11 정규시즌 다승왕(63승)
- 2011년 7월 신한은행 프로리그 10-11 정규시즌 MVP
- 2012년 4월 SK플래닛 스타크래프트 프로리그 시즌1 결승전 MVP

### 협회 수상
- 2007년 3월 2006 제2회 대한민국 e스포츠 대상 프로토스 최우수 선수상
- 2008년 3월 2007 제3회 대한민국 e스포츠 대상 명승부 BEST3 (2경기 수상: 곰TV MSL 시즌3 16강 4회차 3경기 대 진영수, EVER 스타리그 2007 8강 2회차 대 마재윤)
- 2009년 12월 2009 제4회 대한민국 e스포츠 대상 프로토스 최우수 선수상
- 2011년 12월 2011 제6회 대한민국 e스포츠 대상 프로토스 최우수 선수상

## 기타 기록

### 우승 관련
곰TV MSL 시즌1 (2007년 3월 3일)
- MSL 최초로 프로토스가 저그를 꺾고 우승
- MSL 세 번째 로열로더 (강민-최연성-김택용)
- 개인리그 사상 최초 준결승 3:0, 결승 3:0으로 우승

곰TV MSL 시즌2 (2007년 7월 14일)
- MSL 최초의 프로토스 상대 프로토스의 우승
- 프로토스 최초의 개인리그 2회 연속 우승
- 최연소 개인리그 2회 연속 우승 (17년 8개월 11일)

클럽데이 온라인 MSL (2008년 11월 22일)
- 프로토스 최초이자 유일한 개인리그 3회 우승
- 프로토스 최초이자 유일한 MSL 3회 우승
- 프로토스 최초이자 유일한 금배지 수상자

2009년 2월 곰TV TG삼보-인텔 클래식 시즌2 (2009년 2월 20일)
- 프로토스 최초이자 유일한 매이저리그 4회우승
- 결승전에서 허영무와의 두번째 만남
- 결승전에서 vs(3:1 허영무) 우승

### 기타
- KeSPA 랭킹 1위 6회 (역대 8위, 프로토스 중 1위, 2007.09, 2007.11~12, 2008.02, 2009.02~03)
- 양대리그 4강 7회, 8강 10회, 16강 16회 진출
- 양대리그 본선 25회 진출
  - 스타크래프트 개인리그 10-10 클럽 달성 (스타리그 12회, MSL 13회 진출)

## 별명
- (기적의) 혁명가 : 첫 우승이던 곰TV MSL에서 4강 상대였던 강민을 3:0으로 꺾을 확률이 0.54%로 책정되었고, 결승전에서 마재윤을 꺾을 확률이 2.69%로 책정되었으나, 이를 모두 무시하고 우승을 한 데서 비롯 (이 우승은 3월 3일에 일어났다 하여 3.3혁명으로 불리며. 김택용은 그 혁명가로 불린다.) 심지어 3:0으로 압도적으로 제압하였다. 그 후 마재윤은 슬럼프에 빠지다가 승부조작 사태로 영구 퇴출되었다.

- 비수 : 김택용의 게임 아이디와, 커세어와 다크템플러로 상대방의 허를 찌르는 스타일에서 비롯 지금은 예전보다는 이 전략을 많이 쓰지는 않지만 커세어를 많이 뽑아서 오버로드 제거 및 지속적인 견제로 저그를 괴롭히는 스타일이 '비수류'라고 불리게 되었다. 이는 '용새류'라 불리는 한방 프로토스와 비교된다.

- 푸켓몬 : 곰TV MSL에서 마재윤과 대결하기 전에, 당시 소속팀과 단체로 푸켓에 가 여흥을 즐긴 데서 비롯. 처음에는 비아냥이었으나 마재윤을 꺾은 뒤에는 포켓몬(발음이 비슷)이 진화하듯이 푸켓에서 진화하였다 하여 푸켓몬 토스라 불린다. 김택용의 신인 시절 불렸던 별명이라 지금은 쓰이지 않는다.

- (못할 때)용택이 : 이것은 김택용이 아닌 용택이가 경기하는 것이라고 희화하는 것. 김택용이 경기하는 것이라곤 믿을 수 없을 정도로 좋지 않은 경기력이 나올 때 쓰인다. 용택이 모드라는 말이 나올때는 이상하게도 김택용의 경기력이 좋지 않으며, 그 경기에서 거의 패배한적이 많았다. 사실은 그냥 김택용의 이름 앞뒤만 바꾼것 뿐인데 경기를 못할 때는 용택이라고 많이 불린다.

- (잘할 때)택신 : 용택이와는 반대로 좋은 경기력을 보일 때 김택용에게 신이 빙의했다, 신 같은 경기력을 보인다고 해서 김택용을 찬양하는 별명. 용택이 모드 때와는 반대로 엄청난 실력으로 상대를 압도하는 경기력을 보였으며, 그 경기에서 김택용이 거의 승리하였다.

- 갓택용 : 택신과 같은 흐름의 별명

- 코세어, 코리어, 코닥 : 김택용의 커세어, 캐리어, 커닥(커세어와 다크템플러) 등에 대한 별칭이다.

- 코런용 : 신한은행 프로리그 10-11시즌 결승전 에이스 결정전에서 많은 이의 기대와 달리 출전하지 않아 생긴 별명이다.

- 코* : 김택용의 코가 유난히 커서 '코'와 다른 단어를 합성하여 여러 별명이 만들어졌다. 앞서 나온 별명 외에 코택용, 코르가즘(김택용의 신음), 코딱지(김택용 극성팬) 등이 있다. 성적이 부진하면 비염에 걸렸다고 희화하기도 한다.

- 공군킬러 : 공군만 만나면 유독 강해서 붙여진 별명이다.

- ㅇㅅㅌㅅ : '역시택신'의 준말이다. 처음에는 김택용의 계속된 개인 리그 부진을 비꼬는 의미로 쓰였으나, 그 후 여러 상황에서 김택용에게 감탄하는 의미로 쓰이게 되었고, 스갤 어워드 2012 '올해의 별명', '말말말'을 차지할 정도로 유행하게 되었다. 개인방송에서 김택용이 특정 제품을 광고할 때 '안사택신'으로 사용되기도 한다.

- 2억용 : MBC게임 히어로에서 SKTelecome T1으로 2억의 연봉을 받고 이적하였다. 하지만 큰 기대와 달리 부진한 성적을 보여 먹튀의 뜻을 가진 2억용이라는 별명이 생겼다.

- 광탈왕 : 기대가 컸지만, 공식 개인리그에서는 아발론 MSL 8강 변형태와 경기(2009.08.04)에서 2:3으로 패한 이후부터 스타래프트1이 끝날때까지 한번도 16강을 넘지 못하고 예선이나 32강~16강에서 번번이 탈락하면서 생긴 별명이다.

- 3년간 다전제 무패 : 위와 같은 기간에 다전제(5판3선승제)를 한번도 치루지 못할만큼 부진한 개인리그 기록에 대한 별명이다. 스타크래프트2에서의 부진을 포함하면 4년간이 된다.

- 회사원 : 개인리그에서 부진할때도 소속팀을 위해 뛰는 프로리그에서는 뛰어난 성적을 기록하여 생긴 별명이다.

- 코 파는 기계 : 김택용을 인상 깊게 잘 잡았던 선수들에 대한 별명이다. 조일장, 김명운, 이영한, 박지수, 김창희, 이영호 등이 있다.

- ㅇㅅㅌㅁ : 역시퇴물(간혹 게임에서 지면 안티팬들이 놀리는 경향이 있다)*뿌뿌뿌 : 아프리카 TV(인터넷 방송국)에서 별(현실 사회에서의 화폐와 비슷한 개념)이 터졌을 때, 별을 쏴준 사람에 대한 고마움의 표시로

사랑해요 뿌뿌뿌를 하는데, 사람에 따라 호불호가 갈리는 경향이 있다.